# Zur Schmerzhaften Muttergottes (Michelbach)

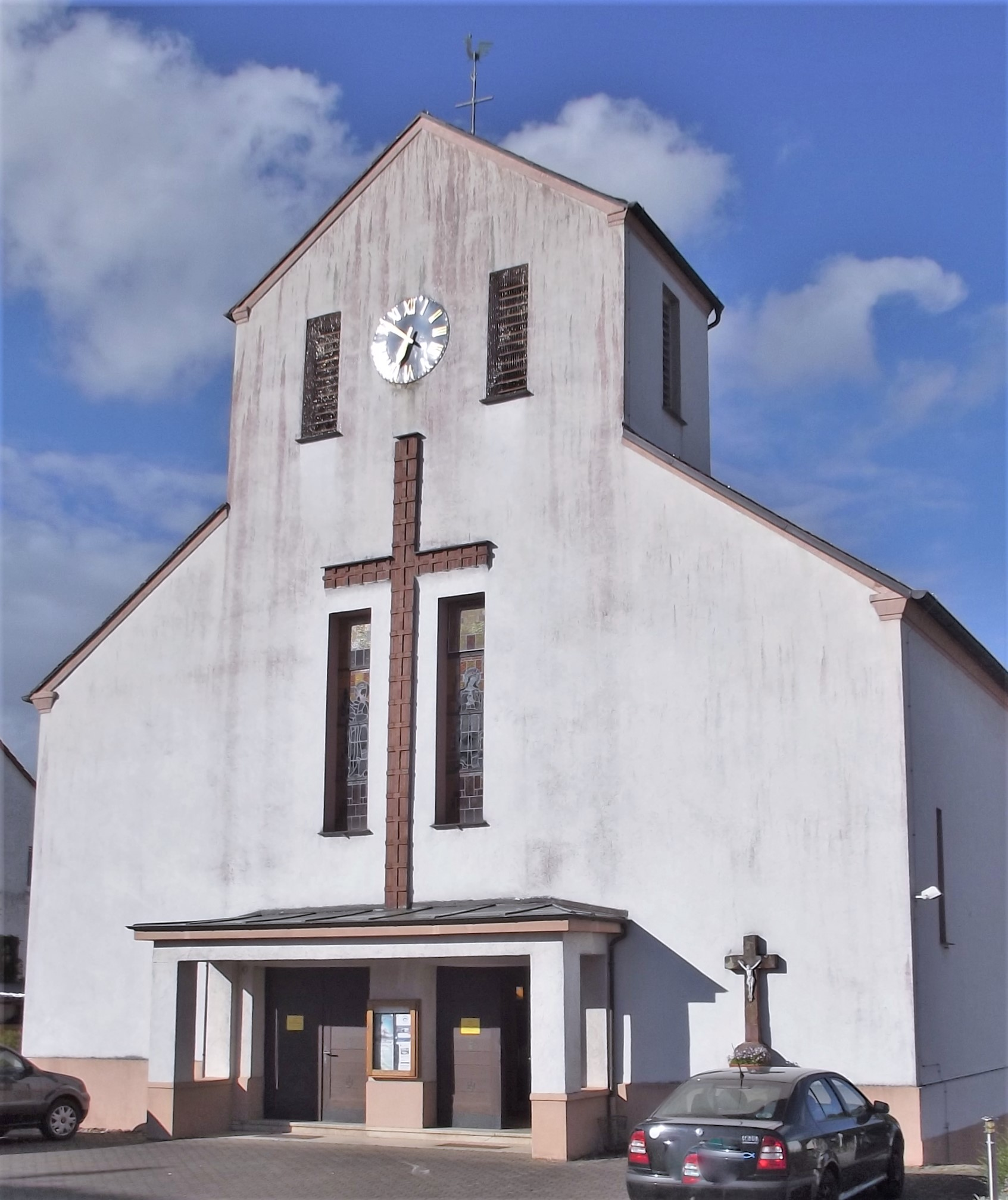
Katholische Filialkirche Zur Schmerzhaften Muttergottes, Michelbach

Die Kirche Zur Schmerzhaften Muttergottes ist eine katholische Filialkirche und Wallfahrtsstätte in Michelbach, einem Ortsteil der Gemeinde Schmelz im Landkreis Saarlouis, Saarland. Sie trägt das Patrozinium der Sieben Schmerzen Mariens. In der Denkmalliste des Saarlandes ist die Kirche als Einzeldenkmal aufgeführt.

## Geschichte
Vorgängerbau der heutigen Kirche war die auf Veranlassung des Gerichtsmeiers Matthias Lang errichtete am 1. September 1739 eingeweihte Kapelle. Sie wurde wegen Baufälligkeit und Platzmangel 1932 abgerissen und durch einen Neubau an gleicher Stelle ersetzt, dessen Einweihung am 26. März 1933 stattfand.
Die Michelbacher Filialgemeinde Mariä Schmerzen gehört zur Pfarrei Herz-Jesu in Nunkirchen, die seit dem 1. September 2011 Teil der Pfarreiengemeinschaft Wadern im Dekanat Losheim-Wadern ist.

## Ausstattung

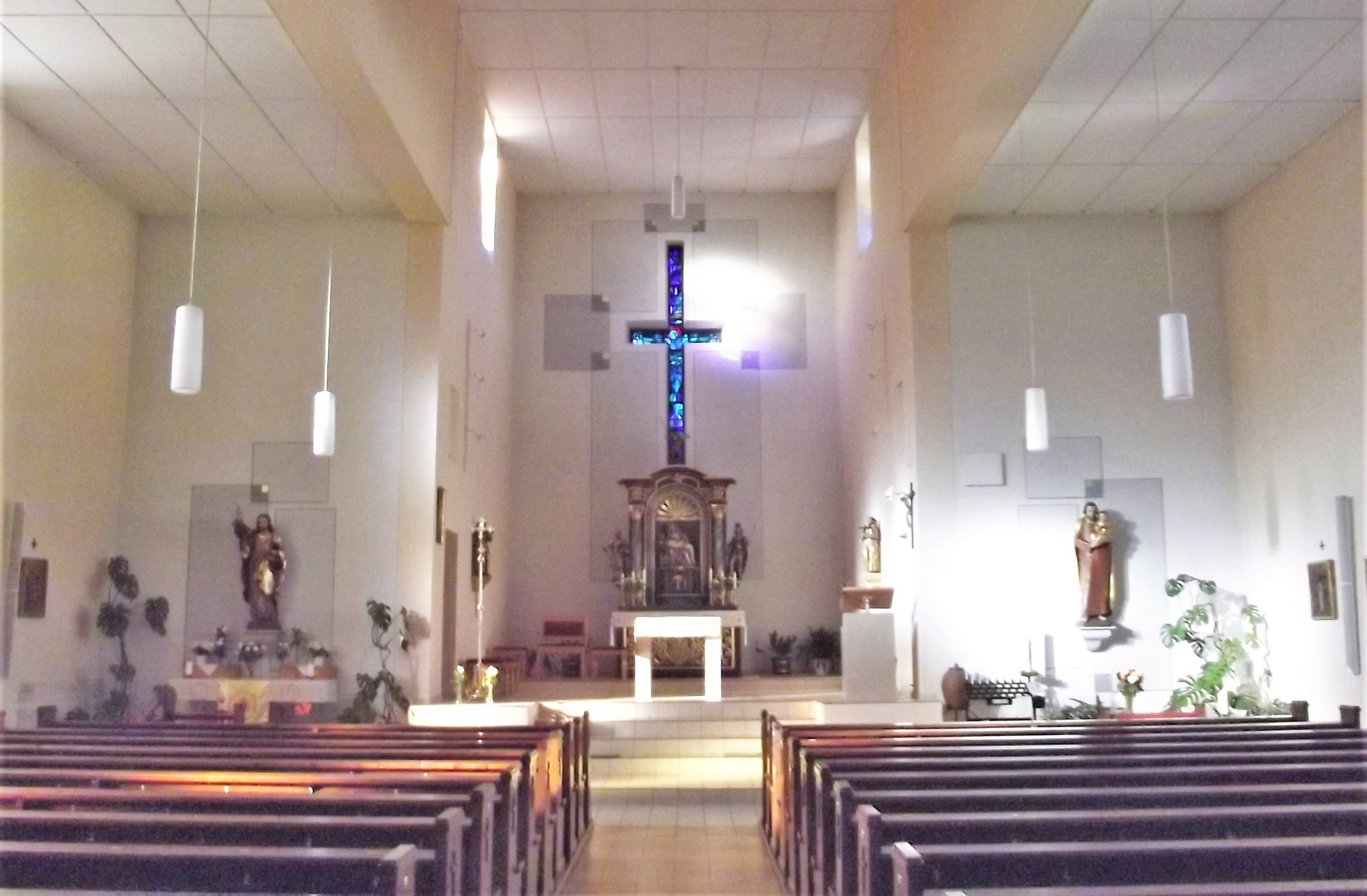
Blick ins Innere der Kirche

Von Bedeutung ist ein Gnadenbild der Schmerzhaften Muttergottes mit den sieben Pfeilen aus dem 18. Jahrhundert, das sich seit 1932 im Hochaltar befindet, und vermutlich von einem Tholeyer Mönch geschnitzt wurde. Das Gnadenbild befand sich vor dem Bau der heutigen Kirche in der 1932 abgerissenen Kapelle und ist der Anlass zur Wallfahrt, die jährlich am Tag des Patronatsfestes, dem Schmerzensfreitag vor Palmsonntag, stattfindet.
Das erste Kirchenfenster zeigt auf der rechten Seite die alte Kapelle, umrahmt von zwei Linden. In stilisierter Form entspricht die Darstellung im Mittelschild des Wappens von Michelbach der Darstellung der Kapelle im Kirchenfenster.

## Orgel

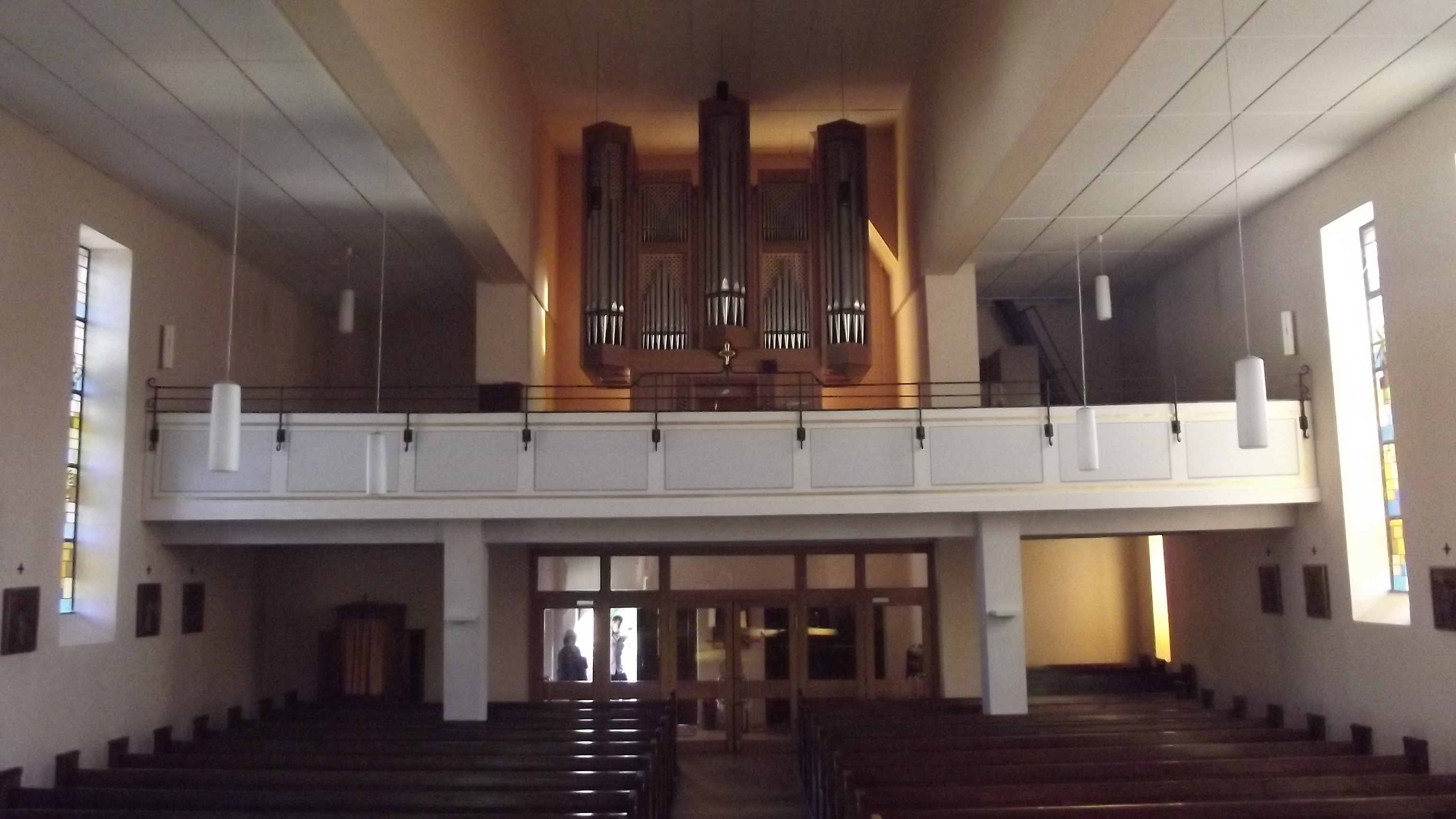
Orgelempore

Die Orgel der Kirche wurde 1998 von der Firma Hugo Mayer (Heusweiler) erbaut. Das auf einer Empore aufgestellte Schleifladen-Instrument verfügt über 17 Register, verteilt auf zwei Manuale und Pedal. Die Spiel- und Registertraktur ist mechanisch. Die Disposition lautet wie folgt:
| I Hauptwerk C–g3 |             |        |
| 1.               | Principal   | 8′     |
| 2.               | Holzgedeckt | 8′     |
| 3.               | Gemshorn    | 4′     |
| 4.               | Nasard      | 2 ⁄3′  |
| 5.               | Superoktave | 2′     |
| 6.               | Terz        | 1 3⁄5′ |
| 7.               | Mixtur IV   | 1 ⁄3′  |

| II Schwellpositiv C–g3 |                  |       |
| 8.                     | Bourdon          | 8′    |
| 9.                     | Salizional       | 8′    |
| 10.                    | Principal        | 4′    |
| 11.                    | Flûte oktaviante | 2′    |
| 12.                    | Larigot          | 1 ⁄3′ |
| 13.                    | Cromorne         | 8′    |
|                        | Tremulant        |       |

| Pedal C–f1 |            |     |
| 14.        | Subbass    | 16′ |
| 15.        | Cello      | 8′  |
| 16.        | Choralbass | 4′  |
| 17.        | Fagott     | 16′ |

- Koppeln: II/I, I/P, II/P